# Драги Ивковић
Драги Ивковић (Београд, 6. март 1948) бивши је југословенски и српски кошаркаш.

## Играчка каријера
Рођен је у Београду 6. марта 1948. године. Играо је на позицији бека. Познат је по надимку Твиги. Током читаве каријере је играо за београдски Раднички са којим је освојио титулу државног првака у сезони 1972/73. Играо је у чувеној генерацији са Драгославом Ражнатовићем, Мирољубом Дамјановићем, Срећком Јарићем, Драганом Вучинићем, Милуном Маровићем, а тренер је био Слободан Пива Ивковић. Куп Југославије је освојио 1976. године, а са Радничким се 1977. пласирао у финале Купа победника купова.
За репрезентацију Југославије је одиграо 77 утакмица. Освојио је злато на Медитеранским играма 1971. године у турском Измиру. Освајач је златне медаље на Европском првенству у Барселони 1973. године.

## Успеси

### Клупски
- Раднички Београд

Првенство Југославије (1): 1972/73.
Куп Југославије (1): 1976.

### Репрезентативни
- Златне медаље

Европско првенство 1973. у Шпанији